# Glossarium ad scriptores mediae et infimae latinitatis
Das Glossarium ad scriptores mediae et infimae latinitatis (seit 1883 nur noch Glossarium mediae et infimae latinitatis) wurde 1678 von Charles du Fresne, sieur du Cange (1610–1688) zuerst in Paris bei dem Verleger Billaine veröffentlicht. In über zweihundertjähriger Arbeit wurde es von einer Reihe französischer und deutscher Gelehrter erweitert und wuchs zum bedeutendsten Wörterbuch des Mittellateins.

## Allgemeines
Der Anlass für die Erstellung des Glossars ergab sich aus der Mitgliedschaft Du Canges in einer von dem Minister Jean-Baptiste Colbert beauftragten Kommission, die eine neue Sammlung der Geschichtsschreiber Frankreichs erstellen sollte. Dazu führte er einen Entwurf aus, der jedoch nicht die Billigung des Ministers fand. Du Cange war dadurch schwer gekränkt und beschloss, das von ihm bereits gesammelte Material in Form des Glossarium herauszugeben.
Das Glossar ist daher auch kein Sprachwörterbuch des mittelalterlichen Lateins, sondern eine Enzyklopädie der Dinge und Sachen des Mittelalters, alphabetisch angeordnet nach den lateinischen Wörtern, die sie bezeichnen (Langlois 1904). Jeder Artikel ist eine Sammlung von Texten, die in bestimmten Fällen den Umfang einer Abhandlung erreichen. Der Sacherläuterung dienen auch die Anführung von alt- und mittelfranzösischen Textbeispielen. Dagegen fehlen sprachliche Erläuterungen etwa zu Deklination, Konjugation oder grammatischem Gebrauch völlig.
Für du Cange war das nichtklassische Latein zwar ein verderbtes (corrupta latinitas); er sah aber gerade deshalb die Notwendigkeit zur Sammlung und Erläuterung der Belege, um die Quellen zu verstehen.
Mit der Bezeichnung Glossarium stellt du Cange das Werk in die Reihe der antiken und mittelalterlichen Glossare. Einerseits versuchen er und seine Nachfolger, den gesamten Wortschatz der genannten Epochen der lateinischen Sprache zu erfassen. Andererseits werden zu den einzelnen Einträgen ausschließlich Sach- und historische Erläuterungen gegeben. Auf diese Weise ist ein Werk entstanden, das der Sachlexikografie (siehe Wörterbuch) zuzuordnen ist, obwohl es heutzutage überwiegend als Sprachwörterbuch benutzt werden dürfte.

## Inhalt
Der vollständige Titel ist gleichzeitig eine ausführliche Inhaltsbeschreibung des Werkes:
Glossarium ad Scriptores Mediæ & Infimæ Latinitatis,
 In Quo Latina Vocabula Novatæ Significationis, aut usus rarioris, Barbara & Exotica explicantur, eorum Notationes & Originationes reteguntur:
 Complures ævi medii Ritus et Mores, Legum, Consuetudinum municipalium, & Iurisprudentiæ recentioris Formulæ, et obsoletæ voces:
 Vtriusque Ordinis, Ecclesiastici & Laici, Dignitates & Officia, & quamplurima alia observatione digna recensentur, enucleantur, illustrantur.
 E libris editis, ineditis, aliisque monumentis cùm publicis, tum privatis.
 Auctore Carolo Du Fresne, Domino Du Cange, Regi à Consiliis, & Franciæ apud Ambianos Quæstore.
Deutsch: Glossar zu den Autoren der mittleren und niedersten Latinität, in dem lateinische Wörter von neuer Bedeutung oder selten gebrauchte, ungebildete und außergewöhnliche erklärt werden und ihre Bezeichnungen und Ursprünge erhellt werden sowie viele mittelalterliche Bräuche und Sitten, Gesetze und Gewohnheiten der Bürger, sowohl Formulare der jüngeren Rechtswissenschaft als auch untergegangene Benennungen aus dem kirchlichen wie auch aus dem nichtkirchlichen Bereich, Würden und Ämter und was sonst der Beachtung wert berichtet, aufgezählt, erläutert werden. Aus gedruckten oder ungedruckten Büchern und anderen sowohl öffentlichen als auch privaten Schriftdenkmälern.
Aufgenommen wurden Substantive, Adjektive und Verben, wobei die Substantive überwiegen. Die Lemmatisierung der Substantive erfolgt überwiegend im Nominativ Singular; allerdings ist häufig auch die Pluralform gewählt. Verben werden im Infinitiv gelistet.
Dem Lemma folgt als Erstes eine kurze lateinische Erläuterung in nahezu ausschließlich unvollständigen Sätzen. Danach werden Belegstellen aus Quellen für den Wortgebrauch zitiert, die durch lateinische Erläuterungen eingeführt und verbunden werden. Die Belege werden mit genauer Fundstelle bezeichnet und oft datiert.
Die Erläuterungen und Belege nehmen teilweise außerordentlichen Umfang an. So wird z. B. unter amir(aldus) eine Liste der französischen Flottenkommandanten bis zum 18. Jahrhundert und unter moneta eine 45-seitige numismatische Abhandlung geboten, letztere sogar durch Münzabbildungen im Anhang ergänzt. Unter dem Stichwort campiones werden seitenlang Auszüge aus alt- und mittelfranzösischen Rechtsaufzeichnungen über den Zweikampf gegeben.

## Werkgeschichte
Die von du Cange erstellte erste Auflage erschien 1678: Lutetiae Parisiorum [Paris]: Typis Gabrielis Martini. Prostat apud Ludovicum Billaine, Bibliopolam Parisiensem. ... [1678]. – Nachdruck Francofurti ad Moenum [Frankfurt am Main]: Impensis Johannis Davidis Zunneri, Typis Balthasaris Christophori Wustii. M DC LXXXI [1681]. Sie umfasst drei Bände:
1. [A-C]. (1371 Spalten); :2. [D-N]  (823, 807 Sp.); :3. [O-Z] (1560 Sp.)
Zehn Jahre nach der Erstauflage ergänzte du Cange das Glossar durch einen Anhang zu seinem griechischen Wörterbuch: Glossarium ad scriptores mediae et infimae graecitatis : accedit Appendix ad Glossarium mediae et infimae Latinitatis. Paris 1688 (2 Bde.)
Eine um diese Nachträge vermehrte Ausgabe gab 1710 der Verleger Zunner in Frankfurt am Main heraus: Editio Novissima Insigniter Aucta, ubi non solum e Glossario Latinitatis, sed & Graecitatis addita cuique Parti supplementa, suis quaeque locis inserta sunt. Francofurti ad Moenum: Officina Zunneriana, Jungius 1710. Damit wuchs das Werk auf vier Bände an:
1. [A-C]. (1462 Sp.); :2,1. D[-H]. (926 Sp.); :2,2. I[-N]. (870 Sp.); :3. O[-Z]. (1736 Sp.)
Eine bedeutende Erweiterung erfuhr das Werk durch vier Benediktiner der Kongregation des Hl. Maurus mit dem Hauptkloster St. Germain-des-Prés in Paris. Sie respektierten den Text von Du Cange außerordentlich, sodass sie sogar seine Fehler übernahmen, und fügten eigene Ergänzungen und Korrekturen unter bestimmten Siglen an. Ihre Ausgabe wird bezeichnet als Editio nova locupletior et auctior / auctore Carolo Dufresne, domino Du Cange. Opera et studio monachorum Ordinis S. Benedicti è Congregatione S. Mauri. Parisiis [Paris]: sub oliva Caroli Osmont. – Nachdrucke Venedig 1736-1740, Basileae [Basel]: Tournes 1762 (3 Bde.). In den Ausgaben von Paris und Venedig umfasste das Werk jetzt sechs Bände:
1. A-B. 1733 (1393 Sp.); 2. C-D. 1733 (1705 Sp.); 3. E-K. 1733 (1678 Sp.); 4. L-O. 1733 (1420 Sp.); 5. P-R. 1734 (1562 Sp.); 6. S-Z. 1736 (1814 Sp.)
Der Benediktinerpater Pierre Carpentier erarbeitete einen vierbändigen Nachtrag Glossarium novum ad scriptores medii aevi, cum Latinos tum Gallicos ; Seu suplementum ad auctiorem glossarii Cangianio editionem / collegit et digessit D. Pierre Carpentier. - Parisiis : LeBreton [u. a.], 1766:
1. (1256 Sp.); 2. (1376 Sp.); 3. (1235 Sp.); 4. (672 Sp.)
Der deutsche Lexikograf Johann Christoph Adelung stellte aus dem Werk von Du Cange und dem Nachtrag von Carpentier ein Handwörterbuch zusammen, in das er wiederum eigene Ergänzungen aufnahm: Glossarium manuale ad scriptores mediae et infimae latinitatis : ex magnis glossariis Caroli Du Fresne, domini Du Cange et Carpentarii in compendium redactum, multisque verbis et dicendi formulis / auctum [a Jo. Chr. Adelung]. Halae : Gebauer, 1772.
1. 1772 (864 S.); 2. 1773 (866 S.); 3. 1774 (878 S.); 4. 1776 (864 S.); 5. 1778 (786 S.); 6. 1784 (964 S.)
Der französische Gelehrte G. A. Louis Henschel stellte das Werk mit den Nachträgen von Carpentier und Adelung neu zusammen und ergänzte es um eigene Angaben: Glossarium ad scriptores mediae et infimae Latinitatis / conditum a Carolo DuFresne, domino DuCange. Cum supplementis Carpenterii ; Adelungii, aliorum suisque digessit G. A. L. Henschel. Parisiis [Paris]: Didot
1. 1840; 2. 1842; 3. 1844; 4. 1845; 5. 1845; 6. 1846; 7. Glossarium franco-gallicum, Glossaire français : Glossarium ad scriptores mediae et infimae Latinitatis. 1850
Danach veröffentlichte der deutsche Gelehrte Lorenz Diefenbach in Frankfurt am Main 1857 ein Glossarium latino-germanicum mediae et infimae aetatis sowie 1867 ein Novum Glossarium latino-germanicum mediae et infimae aetatis, die beide als Nachtrag und Ergänzung zum Glossarium von du Cange konzipiert waren.
Schließlich erarbeitete Léopold Favre eine neue Ausgabe, die er wiederum durch eigene und Nachträge aus den Glossarien von Lorenz Diefenbach ergänzte. In dieser Ausgabe wird das Werk seitdem benutzt: Glossarium mediae et infimae latinitatis / Conditum a Carolo Du Fresne Domino Du Cange. Auctum a monachis Ordinis S. Benedicti cum supplementis integris D. P. Carpenterii, Adelungii, aliorum, suisque digessit G. A. L. Henschel sequuntur Glossarium gallicum, tabulae, indices auctorum et rerum, dissertationes. Editio nova aucta pluribus verbis aliorum scriptorum a Léopold Favre. Niort: Favre 1883- 87; Nachdrucke Paris 1937-1943, Graz 1954/55 und öfter.
1[,1]. [A - Arch]. 1883 (368 S.); 1[,2]. [Arch - Byz]. 1885 (S. 369–802); 2. [C - Czu]. 1883 (688 S.); 3. [D - Fyr]. 1884 (642 S.); 4. [G - Kyr]. 1885 (491 S.); 5. [L - Nym]. 1885 (629 S.); 6. O – Q. 1886 (619 S.); 7. R - S. 1886 (694 S.); 8. T - Z. 1887 (469 S.); 9. [Glossaire français]. 1887 (400 S.); 10. [Indices]. 1887 (172 S.)